# Revue technique automobile
Revue technique automobile (RTA) est une revue française consacrée à la technique automobile et éditée pour les professionnels de l'automobile ou les amateurs avertis, éditée par Éditions techniques pour l'automobile et l'industrie (E-T-A-I).

## Histoire
Fondé par Jean Châtelain. Le premier numéro est paru en mai 1946, il était en partie consacré à la Simca 5.

## Contenu
Chaque numéro consacre un dossier complet à l'étude technique et pratique d'une automobile. Le modèle choisi est généralement un véhicule courant à l'époque de l'édition de la revue, quelle que soit sa marque. Les voitures d'exception ne sont pas traitées. Le dossier comprend la description détaillée du véhicule, les recommandations d'entretien courant et l'aide pas à pas au démontage et remontage des principaux éléments, avec à l'appui de nombreux schémas.
Le reste de la revue est consacré selon les numéros à l'outillage, l'électricité, les accessoires, l'évolution de certains modèles de véhicules, etc. Généralement en fin de document se trouve une feuille cartonnée détachable nommée Fiche descriptive RTA retraçant les principales caractéristiques du véhicule qui fait l'objet du dossier.
Depuis avril 2015, la RTA a été réorganisée sous une nouvelle formule. Le contenu des Revues Technique Carrosserie, Electronic Auto Volt, Auto Expertise et Expert Automobile a été ajouté à la RTA afin d'en étoffer son contenu.
Soucieux d'élargir son offre à toujours plus de véhicules, RTA propose également des éditions numériques (RTA, MTA Expert et MTA) dont le contenu moins détaillé se distingue de la version papier par sa sobriété éditoriale : mise-en-page, rédaction et illustrations minimalistes se limitant à l'entretien courant et au remplacement d'un choix limité de pièces standards. 

## Les Archives du Collectionneur
Les recueils publiés sous le nom Les Archives du Collectionneur traitent des automobiles de collection uniquement. Cette revue, également éditée par ETAI, correspond à des rééditions exhaustives d'études techniques précédemment publiées dans RTA.

## Liste des numéros parus
- no 1-2 : Vie et technique automobile, Simca 5 partie 1, mai-juin 1946
- no 3-4 : Vie et technique automobile, Simca 5 partie 2, juillet-août 1946
- no 5-6 : Vie et technique automobile, Salmson S4E partie 1, septembre-octobre 1946
- no 7 : Vie et technique automobile, Salmson S4E partie 2, novembre 1946